# 水坑 (關西鎮)
水坑，是臺灣新竹縣關西鎮的一個傳統地域名稱，位於該鎮中部偏西北。相較於今日行政區，其範圍大致為大同里西北大半部。
本地區全境屬於鳳山溪右側支流水坑溪流域範圍。

## 歷史
台灣清治末期至日治初期，水坑地區為一街庄，稱為「水坑庄」，隸屬於竹北二堡。該庄北與大旱坑庄為鄰，東及南與拱仔溝庄、店仔崗庄、茅仔埔庄為鄰，西南邊隔鳳山溪與坪林庄為界，西邊為石崗仔庄。
1901年（日治明治三十四年）11月，全台廢縣廳改設二十廳，該庄隸屬於新竹廳。1909年（明治四十二年）10月，合併二十廳為十二廳，該庄隸屬不變。1920年（大正九年），廢十二廳改設五州二廳，該庄改制為「水坑」大字，隸屬於新竹州中壢郡關西庄。1941年，關西庄升格為關西街。
戰後關西街改制為關西鎮，隸屬於新竹縣，大字亦改制為里。1950年桃、竹、苗分治，關西鎮隸屬不變。

## 交通
國道3號又稱「福爾摩沙高速公路」，是貫穿台灣西部的兩條縱向高速公路之一，大致以東北—西走向蜿蜒經過水坑地區最南端，東側不遠處設有關西交流道，可與縣道118號相通，由此進入可快速前往台灣西部各地。
縣道118號（正義路）是舊港至羅浮的道路，也是鳳山溪流域的主要連絡道路，大致以西北—東南走向經過本地區西南部，向西北可前往新埔、竹北、南寮並止於縣道122號路口，向東南可前往關西市區、馬武督、羅浮並止於省道台7線路口。縣道118號在本地區南端穿越國道3號高架橋下。
鄉道竹18線是水汴頭至六福村的道路，大致以西北西—東南東走向經過本地區東北部邊界地帶，向西可前往大旱坑、老焿寮、水汴頭並止於縣道118號路口，向東可前往六福村東北側的新竹縣、桃園市邊界，附近並止於其與鄉道竹27線、桃21線形成的三叉路口。
水坑道路是沿水坑溪谷地而行的道路，其南側入口在東鄰茅子埔地區，北側可達鄉道竹18線。